# Slowakei-Rundfahrt 1965
Das Etappenrennen Slowakei-Rundfahrt 1965 (slowakisch Okolo Slovenska) führte vom 22. bis 28. August über sieben Etappen. Gesamtsieger wurde Jiří Háva, Die Rundfahrt war nur für Amateure offen. Das Rennen gehörte zur Jahreswertung des Amateurweltverbandes A.I.O.C.C. der Union Cycliste Internationale (UCI).

## Teilnehmer
Am Start waren 90 Radrennfahrer. Mannschaften zu je fünf Fahrern stellten die gastgebende Slowakei, die Tschechoslowakei (zwei Auswahlmannschaften), Bulgarien, die DDR, Ungarn, die Niederlande, Polen, Rumänien und Schottland. Dazu kamen einige regionale Teams aus der Tschechoslowakei.

## Rennen
Veranstalter war der tschechoslowakische Radsportverband ČSC. Die Gesamtdistanz betrug 897 Kilometer. Die Etappensieger erhielten eine Zeitgutschrift von einer Minute, der Zweite jeweils 30 Sekunden. Neben der Einzelwertung gab es eine Mannschaftswertung und ein Bergklassement. Für den aktivsten Fahrer wurde das Violette Trikot vergeben. Die Rundfahrt begann mit einem Mannschaftszeitfahren.

## Etappen
Die Rundfahrt hatte insgesamt sieben Etappen.

### 1. Etappe
Die erste Etappe war in zwei Halbetappen aufgeteilt. Der 1. Teil war ein Mannschaftszeitfahren von Bratislava nach Trnava über 49 Kilometer. Ungarn gewann vor der DDR. Den 2. Teil über 158 Kilometer von Trnava nach Zvolen gewann Bernd Patzig im Spurt aus dem Hauptfeld.

### 2. Etappe
Die 2. Etappe führte von Zvolen nach Liptovský Mikuláš über 123 Kilometer. William Bilsland gewann aus einer kleinen Gruppe und übernahm das Führungstrikot.

### 3. Etappe
Die 3. Etappe führte von Liptovsky Mikulas nach Košice über 180 Kilometer waren zu fahren. Der Schotte Leitch gewann den Tagesabschnitt als Solist.

### 4. Etappe
Die 4. Etappe führte über 173 Kilometer von Košice nach Tatranská Lomnica und endete mit einem Sieg von Ján Svorada nach langer Alleinfahrt. Nach dieser Etappe gab es einen Ruhetag.

### 5. Etappe
Die 5. Etappe war ein Einzelzeitfahren in Tatranská Lomnica über 52 Kilometer. Der Spitzenreiter Willam Bilsland gewann die Etappe mit mehr als zwei Minuten Vorsprung.

### 6. Etappe
Die 6. Etappe ging von Poprad nach Dubnica nad Váhom über 224 Kilometer. Bilsland verpasste den Anschluss an eine Spitzengruppe mit Jiří Háva, der nach dem Tageserfolg von Jelen das Führungstrikot übernahm.

### 7. Etappe
Die 7. Etappe führte von Dubnica nad Váhom nach Bratislava. 148 Kilometer waren zu fahren. Patek gewann die Etappe als Solist.

### Einzel (Gelbes Trikot)
Im Endklassement konnte sich Jiří Háva den Gesamtsieg vor seinem Teamkollegen Pavel Konečný sichern. Der lange führende Schotte Bilsland wurde Fünfter im Endklassement.
| Platz | Name             | Mannschaft         | Zeit        |
| ----- | ---------------- | ------------------ | ----------- |
| 1.    | Jiří Háva        | Tschechoslowakei A | 26:46:22 h  |
| 2.    | Pavel Konečný    | Tschechoslowakei A | + 0:17 min  |
| 3.    | Bernd Patzig     | DDR                | + 2:19 min  |
| 4.    | János Juszkó     | Ungarn             | + 2:46 min  |
| 5.    | William Bilsland | Schottland         | + 5:48 min  |
| 6.    | Antal Megyerdi   | Ungarn             | + 11:08 min |

### Mannschaft
Der Mannschaftswertung konnte die Auswahlmannschaft A der Tschechoslowakei vor der DDR und der Slowakei gewinnen.

### Bergwertung
Die Bergwertung gewann Ján Svorada. vor Bilsland.

### Aktivster Fahrer
Diese Sonderwertung gewann Bernd Patzig aus der DDR.